# Norton Shores
Norton Shores é uma cidade localizada no estado americano de Michigan, no Condado de Muskegon.

## Demografia
Segundo o censo americano de 2000, a sua população era de 22.527 habitantes.
Em 2006, foi estimada uma população de 23.429, um aumento de 902 (4.0%).

## Geografia
De acordo com o United States Census Bureau tem uma área de
63,4 km², dos quais 60,2 km² cobertos por terra e 3,2 km² cobertos por água.

## Localidades na vizinhança
O diagrama seguinte representa as localidades num raio de 12 km ao redor de Norton Shores.